# Гордийчук, Игорь Владимирович

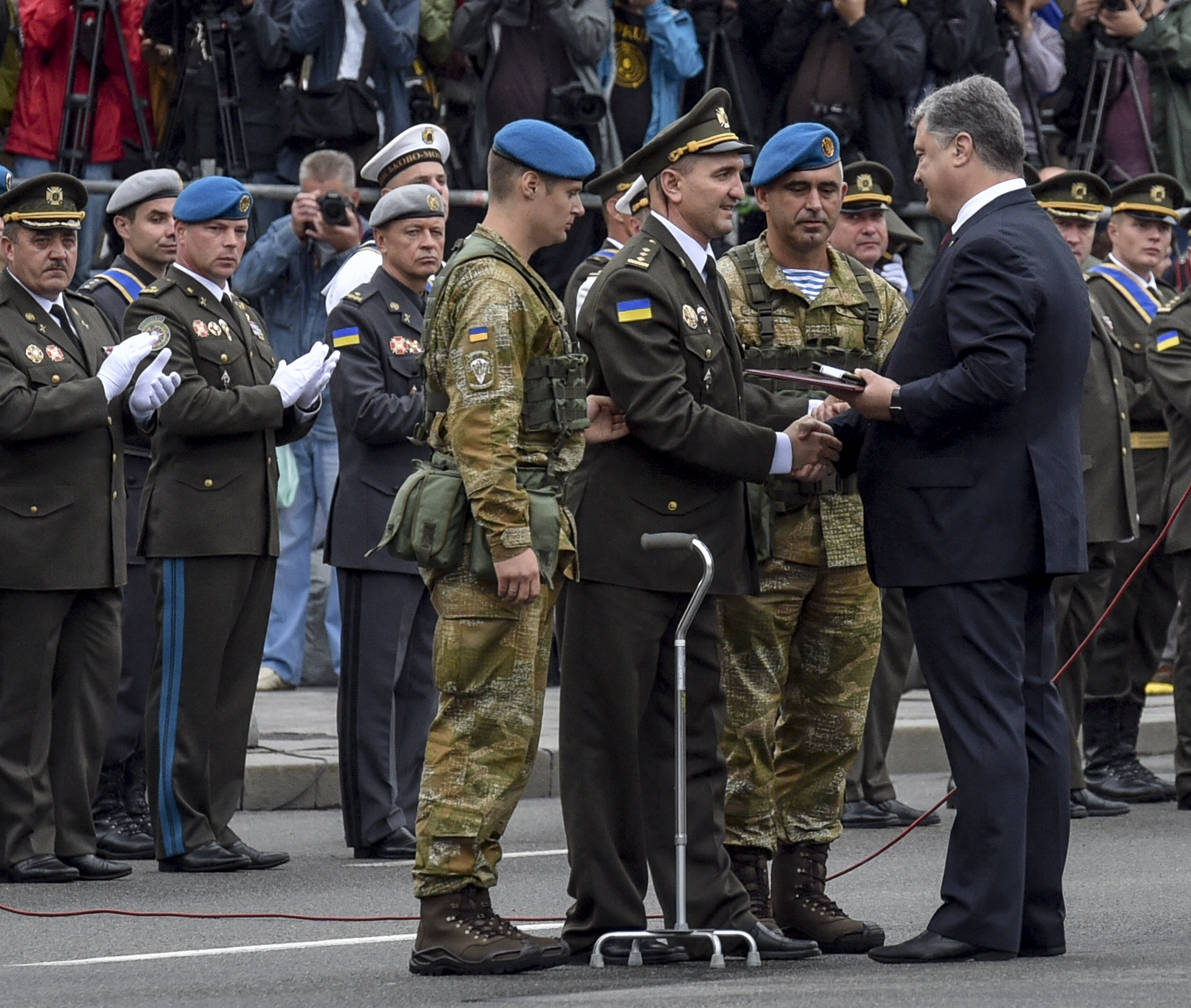
Вручение Гордийчуку И. В. погон генерал-майора, Киев, 24 августа 2016 г.

Игорь Владимирович Гордийчук (укр. Ігор Володимирович Гордійчук; 12 ноября 1972 года, Зализница, Ровненская область) — украинский военный деятель, генерал-майор (2016). Герой Украины (2014).

## Биография
В 1989 году поступил в Омское высшее танковое им. Маршала Советского Союза Кошевого П. К. инженерное училище. Проходил службу на должностях младшего сержантского состава.
В 1990 году принят в ряды ВЛКСМ. После распада Советского Союза перевёлся в Киевское военное училище. Окончил с отличием Киевский институт сухопутных войск, Национальную академию обороны Украины и Военный колледж армии США. Свободно владеет английским, немецким и польским языками.
Генерал-майор Игорь Гордийчук участвовал во многих операциях во время вооружённого конфликта на востоке Украины 2014 года, лично возглавлял отряды спецназа, выполняя задания глубинной разведки далеко за линией фронта, командовал боями по занятию Саур-Могилы. В течение 12 дней непрерывных боев Игорь Гордийчук удерживал позицию, несмотря на ранения и контузию.
В конце августа 2014 года, после оставления Саур-Могилы и образования Иловайского котла, при прорыве из окружения получил тяжёлое ранение, исход которого был неясен. Он выжил, но стал инвалидом. В 2015 году проходил курс реабилитации в США.
С 2016 по 2023 год — начальник Киевского военного лицея имени Ивана Богуна. С 2023 года — заместитель начальника Национального университета обороны Украины.

## Награды
- Звание Герой Украины с вручением ордена «Золотая Звезда» (21 октября 2014 года) — за исключительное мужество и героизм, проявленные при защите государственного суверенитета и территориальной целостности Украины, верность военной присяге[4]
- Орден Богдана Хмельницкого II ст. (29 сентября 2014 года) — за личное мужество и героизм, проявленные при защите государственного суверенитета и территориальной целостности Украины[5]
- Орден Богдана Хмельницкого III ст. (8 сентября 2014 года) — за личное мужество и героизм, проявленные при защите государственного суверенитета и территориальной целостности Украины[6]